# Ludovia lancifolia
Ludovia lancifolia är en enhjärtbladig växtart som beskrevs av Adolphe-Théodore Brongniart. Ludovia lancifolia ingår i släktet Ludovia och familjen Cyclanthaceae. Inga underarter finns listade.

## Bildgalleri

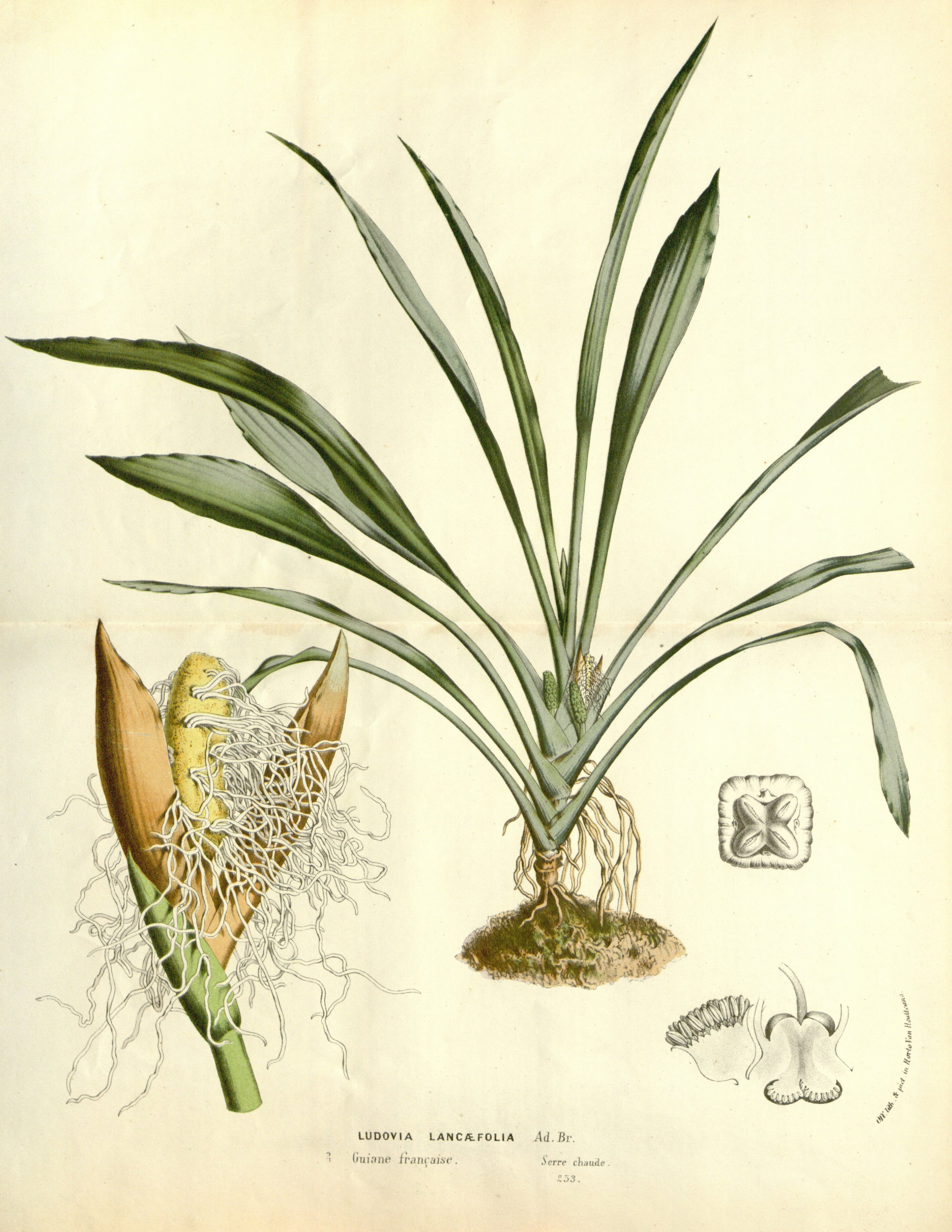